# 莫莱昂
莫莱昂（法語：Moléans，法語發音：[mɔleɑ̃]）是法国厄尔-卢瓦省的一个市镇，属于沙托丹区。

## 地理
莫莱昂（48°7'4"N, 1°23'22"E）面积11.09 平方千米，位于法国中央-卢瓦尔河谷大区厄尔-卢瓦省，该省份为法国北部内陆省份，北起顺时针与厄尔省、伊夫林省、埃松省、卢瓦雷省、卢瓦-谢尔省、萨尔特省和奧恩省接壤。
与莫莱昂接壤的市镇（或旧市镇、城区）包括：博讷瓦勒、卢瓦河畔圣莫尔、科尼-莫利塔尔、雅朗、多讷曼圣马梅斯、圣克里斯托夫、维勒莫里。

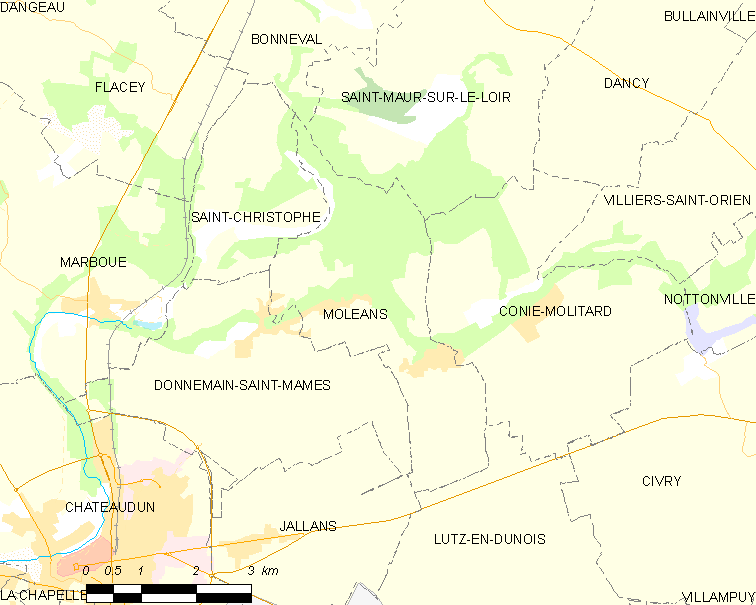
莫莱昂的OSM定位图

莫莱昂的时区为UTC+01:00、UTC+02:00（夏令时）。

## 行政
莫莱昂的邮政编码为28200，INSEE市镇编码为28256。

## 政治
莫莱昂所属的省级选区为沙托丹县。

## 人口

1962-2008年间莫莱昂人口变化图示

莫莱昂于2022年1月1日时的人口数量为442人。